# Limnophora brevihirta
Limnophora brevihirta är en tvåvingeart som beskrevs av Malloch 1934. Limnophora brevihirta ingår i släktet Limnophora och familjen husflugor. Inga underarter finns listade i Catalogue of Life.